# Haramaki

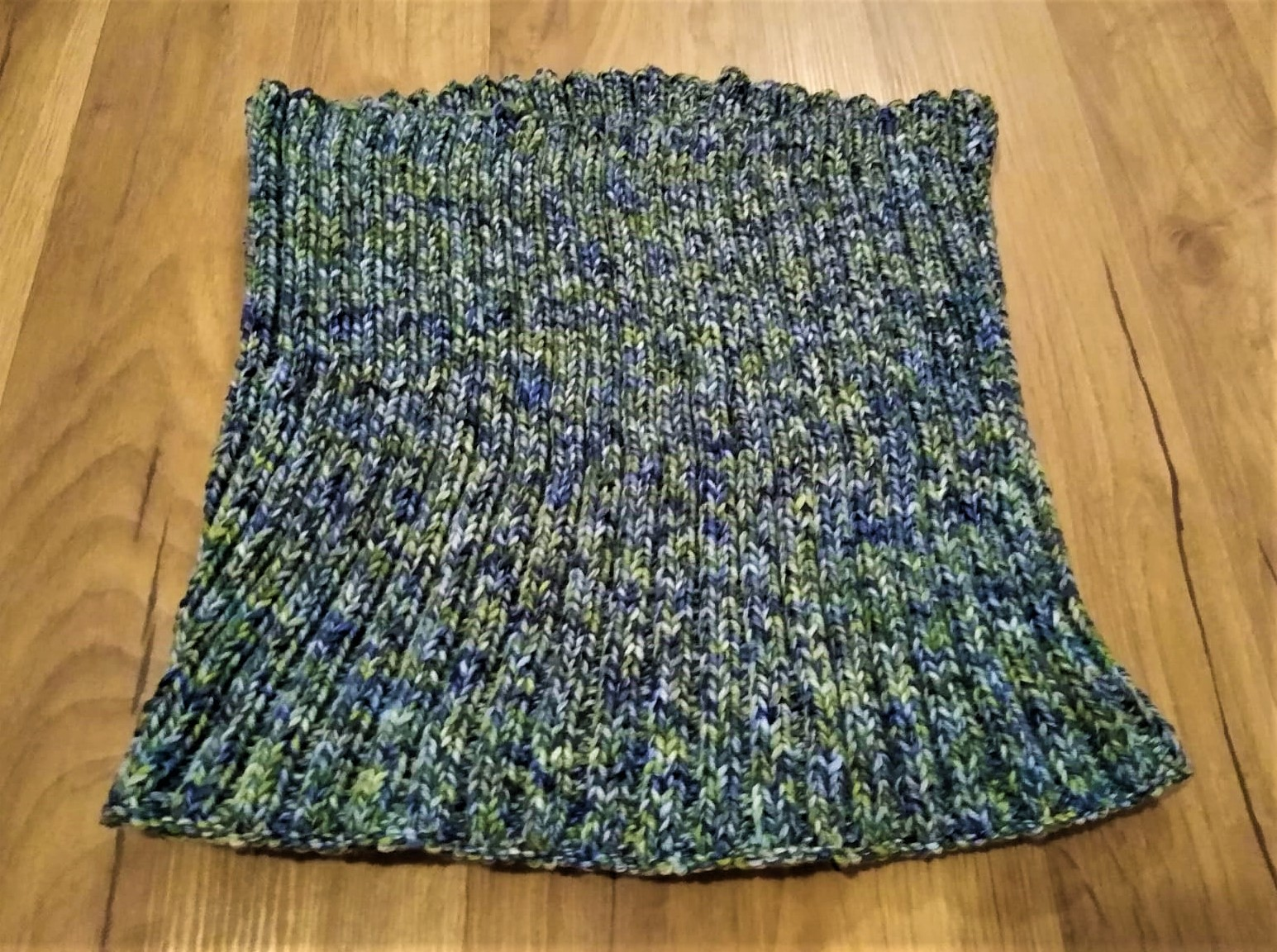
Un haramaki fatto a mano

L'haramaki (腹巻き? lett. "pancia-rotolo") è un indumento giapponese che copre il ventre. Può essere indossato per ragioni di salute, tradizionali o di moda.

## Origine
L'origine viene ricondotta a un capo indossato sotto ai vestiti dai falconieri e dagli attori del Gigaku dal periodo Nara al periodo Heian, e allo stesso tempo a una parte di armatura usata dai samurai tra la metà del periodo Heian e la fine del periodo Muromachi.

## Uso in tempi di guerra
Durante la Prima guerra sino-giapponese e la Seconda guerra mondiale, un soldato mandato al fronte riceveva spesso in dono dalla famiglia un senninbari haramaki ("cintura dai 1000 punti"). Una madre, sorella o moglie del soldato stava in strada chiedendo alle donne di passaggio di contribuire ricamando un punto sul tessuto ciascuna, fino a mille. L'indumento forniva protezione dal freddo e fungeva da talismano contro il pericolo.

## Uso contemporaneo
Percepito come un articolo di biancheria fuori moda e poco popolare, l'haramaki è stato recentemente oggetto di tentativi di rivalutazione. Tradizionalmente un capo semplice da indossare sotto ai vestiti, è oggi disponibile sul mercato giapponese in vari tipi di filato e motivi colorati.